# Sherlock Holmes: crímenes y castigos
Sherlock Holmes: Crímenes y Castigos, titulado originalmente Crimes & Punishments, es un videojuego de investigación y aventura desarrollado por Frogwares y distribuido por Focus Home Interactive para Microsoft Windows, PlayStation 3, PlayStation 4, Xbox 360 y Xbox One. Su lanzamiento fue el 30 de septiembre de 2014. El título forma parte de la franquicia de videojuegos Las Aventuras de Sherlock Holmes. El juego toma lugar en Londres y sus suburbios durante el siglo XIX, donde Sherlock Holmes y el Doctor Watson tendrán que resolver seis casos que incluyen asesinatos, robos, desapariciones, entre otros. El título está tomado de la novela rusa Crimen y castigo, escrita por Fiódor Dostoyevski y está basado en las historias originales de Arthur Conan Doyle.

## Jugabilidad
La mayor parte del videojuego consiste en la exploración de los escenarios de crimen y la recolección de evidencias. Las conversaciones e interrogatorios con los personajes de cada caso será esencial, ya que permitirá observar la perspectiva de cada sospechoso. Antes de interactuar con alguien, Sherlock podrá hacer un análisis detallado sobre los demás, lo que permitirá al jugador escoger opciones adicionales durante la conversación para descubrir algo más sobre los sospechosos. También el jugador podrá analizar las pruebas y hacer deducciones para saber quien es culpable y quien no. A través de las deducciones, el jugador decidirá el rumbo de la investigación durante los descubrimientos que haga y llegar a la conclusión de un caso. Cada investigación que resuelva Sherlock no terminara de la misma forma. 
Sherlock podrá hacer uso de su "sexto sentido" para descubrir indicios y usar su imaginación, a fin de hacer una recreación imaginaria de lo que pudo haber pasado en cada crimen o delito que investiga. Dependiendo de la forma en que el jugador resuelva los casos, habrá un resultado final de cada uno sobre la moralidad de Sherlock y podrá ver las estadísticas o porcentajes de la manera en que otros jugadores resolvieron el caso (similar al videojuego The Walking Dead).
Además el jugador contará con un cuaderno en el cual recopilará evidencias, perfiles psicológicos, detalles de las conversaciones, lista de objetivos y un mapa de Londres para viajar a los escenarios de investigación. Algunas pruebas requerirán una investigación más profunda, por lo cual Sherlock contará con un laboratorio y una biblioteca de archivos para indagar sobre las evidencias que descubra.
En algunas secuencias aparecerá el método QTE (Quick Time Event) para realizar una acción rápida o no, que será crucial para la resolución de cada caso y decidirá el rumbo del mismo.

## Argumento
El videojuego cuenta con seis casos de diversos crímenes y delitos, así como robos y desapariciones.

## Recepción
Sherlock Holmes: Crímenes y Castigo ha recibido críticas mixtas y positivas. Metacritic sostiene una puntuación actual de 74/100 para PlayStation 4 y 77/100 para PC. 3D Juegos le dio una puntuación de 7.5/10 diciendo que "el detective ideado por Sir Arthur Conan Doyle protagoniza una aventura bastante sugerente, que ofrece nada menos que seis casos distintos que requieren de resolución. Tiene altibajos, pero la emoción que proporciona el descubrimiento y la conclusión correcta de cada uno, te empuja a seguir jugando una y otra vez."
"LaPS4" destacó aspecto positivos en cuanto a los gráficos y la reinvención de Sherlock aunque también agregó comentarios negativos en cuanto a la jugabilidad del videojuego. El sitio le otorgó una puntuación de 75% mencionando que "Sherlock Holmes y John Watson se estrenan en las consolas de actual generación con altibajos técnicos, pero con la merecida calidad que estos reconocidos personajes poseen en el ámbito literario."
"ComboGamer" destacó diversos aspectos del juego, desde los gráficos hasta el modo de juego en general. El sitio le otorgó una calificación de 83% mencionando que "Sherlock Holmes: Crimes & Punishments tiene todo lo necesario para ser la mejor entrega de la franquicia de aventuras protagonizada por este detective y desarrollada por Frogwares, quienes demuestran además que son un estudio compuesto por personas de mucho talento y amor por lo que hacen, logrando un producto destacable en todos sus aspectos. Sir Arthur Conan Doyle estaría orgulloso."